# Charles Bosson
Charles Bosson (* 2. August 1908 in Genf; † 14. Dezember 2001 in Annecy) war ein französischer Politiker. Er war von 1946 bis 1948 Mitglied des Rats der Republik, von 1958 bis 1968 Abgeordneter der Nationalversammlung und von 1968 bis 1986 Mitglied des Senats.
Bosson ging in Genf und Lyon zur Schule und studierte anschließend in Freiburg im Uechtland und in Paris Jura. Ab 1935 arbeitete er in Annecy als Anwalt. Im folgenden Jahr wurde er zum regionalen Präsidenten der katholischen Jugendorganisation Association catholique de la jeunesse française gewählt. Er war für zahlreiche weitere katholische Einrichtungen und Verbände tätig. Nach dem Einmarsch der Wehrmacht 1940 unterstützte er die Résistance. Nach der Befreiung Frankreichs 1944 schloss er sich dem Mouvement républicain populaire an und war Delegierter der Partei für das Département Haute-Savoie. Dort wurde er 1946 in den Rat der Republik, den damaligen Senat, gewählt. Dort saß er der MRP-Fraktion vor, trat 1948 aber nicht zur Wiederwahl an. 1947 gelang ihm auf lokaler Ebene der Einzug in den Stadtrat von Annecy. Dem folgte 1954 die Wahl zum Bürgermeister der Stadt, was er bis 1975 blieb. 1958 kandidierte er bei den Parlamentswahlen im ersten Wahlkreis des Départements Haute-Savoie und wurde in die Nationalversammlung gewählt. Nachdem er 1962 und 1967 wiedergewählt worden war, scheiterte er 1968 an Jean Brocard. Nach seiner Niederlage bewarb er sich im selben Jahr erfolgreich um einen Sitz im Senat. Im selben Jahr erlangte er zudem das Amt des Bâtonniers in der Anwaltskammer Annecy. Bosson wurde 1977 als Senator wiedergewählt und trat 1986 nicht erneut an. Er starb 2001 in Annecy.